# Dél-Korea történelme
Dél-Korea történelme hivatalosan 1948. augusztus 15-én kezdődik, amikor az első Koreai Köztársaság kormányát beiktatták.

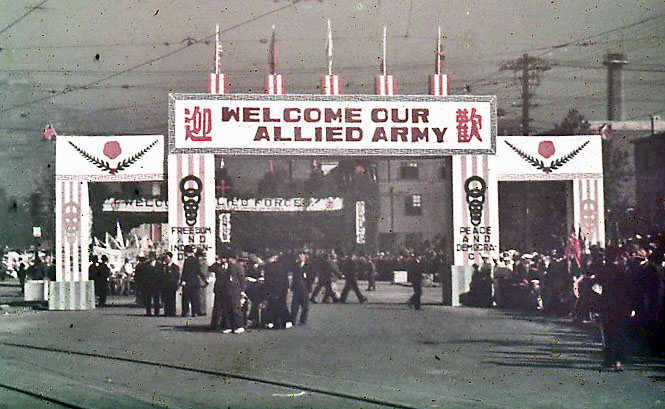
A szövetséges hadsereget üdvözlő felirat Szöulban 1945-ben

## A Koreai-félsziget felosztása és a koreai háború

### Korea felosztása
Korea 1910-től japán gyarmat volt, ennek csupán a japánok második világháborúban elszenvedett veresége vetett véget. A szövetséges hatalmak már 1943-ban elkezdtek foglalkozni a Koreai-félsziget sorsával, a kairói konferencia alatt kijelentették, hogy Korea „a megfelelő időben” független állam lesz. Ezalatt Roosevelt azt értette, hogy az ázsiai népeknek előbb meg kell tanulniuk, mit jelent a demokrácia.
Miután a Szovjetunió beleegyezett, hogy a távol-keleti fronton is harcba induljon, 1945. augusztus 10-én nagyszabású hadjáratba kezdett a Koreai-félszigeten a japán erők ellen. Az amerikaiak számára úgy tűnt, a szovjeteknek sikerülhet akár a teljes félszigetet is megkaparintaniuk, miközben az amerikai hadsereg még messze volt a területtől. Sietve azt javasolták a szovjeteknek, hogy húzzanak meg egy demarkációs vonalat a 38. szélességi kör mentén, melytől északra a szovjetek, délre az amerikaiak szabadítják fel Koreát. A szovjetek belementek az egyezségbe. Fontos megjegyezni, hogy a felosztásról az amerikaiak sem a koreaiak, sem a többi szövetséges állam véleményét nem kérte ki, mintegy 30 perc leforgása alatt jelölték ki a demarkációs vonalat, amelynek egyetlen kritériuma az volt, hogy a főváros attól délre essen. Az amerikaiak a legközelebbi hadseregüket irányították Koreába, az Okinavánál állomásozó 24. hadtestet John R. Hodge tábornok vezetésével, mely szeptember 8-án érkezett meg Incshon (Incheon) kikötőjébe.
Még augusztusban Endó Rjúszaku (遠藤柳作) a főkormányzó hivatalának főigazgatója azzal kereste meg Jo Unhjong (Yeo Un-hyeong) (여운형) prominens baloldali vezetőt, hogy hozzon létre egy politikai testületet a rend fenntartásához, mely egyben garantálná, hogy a Koreában élő japánoknak nem lesz baja. Augusztus 16-án Jo (Yeo) létrehozta a Koreai Függetlenség Előkészítő Bizottságát, melyben nacionalisták és szocialisták is egyaránt helyet kaptak. Szeptember 2-án a bizottság megtudta, hogy Koreát kettéosztották, ezért gyorsan létre kellett hozniuk egy kormányt, még az amerikai csapatok megérkezése előtt. Szeptember 6-án létrejött a Koreai Népköztársaság, melynek elnökévé Li Szin Man (Syngman Rhee)t választották, Jo (Yeo) pedig alelnök lett.

### Átmeneti amerikai kormányzás

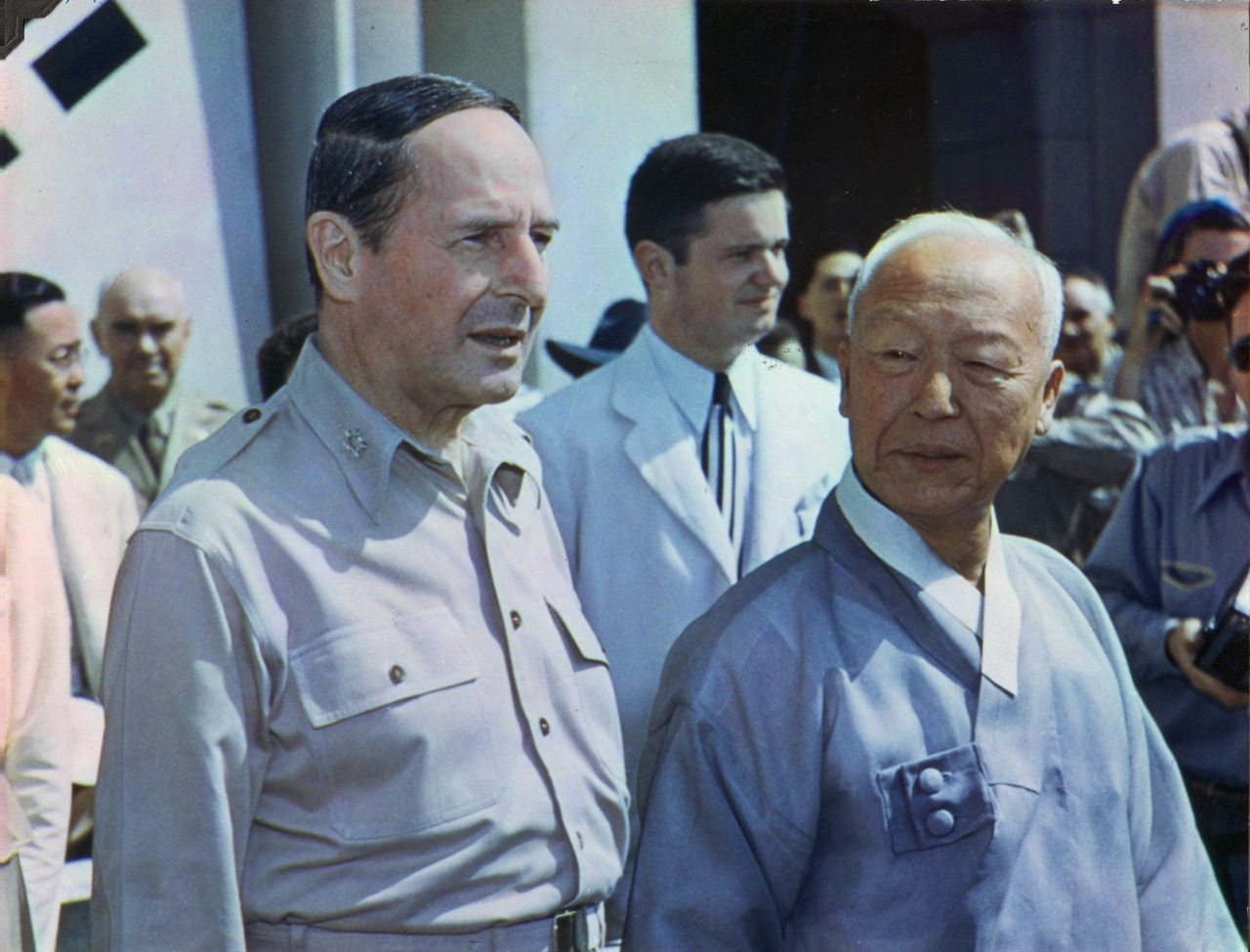
Douglas MacArthur és Li Szin Man (Syngman Rhee) 1948-ban

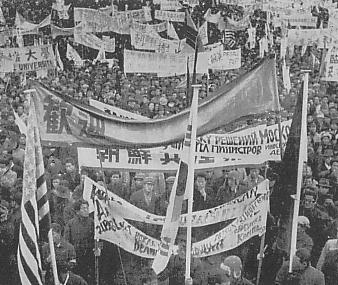
Tüntetés az orosz-amerikai vegyes bizottság felállításáért Koreában (1946)

A megérkező amerikainak semmilyen hosszú távú célja nem volt, a japánok pedig nagyon hamar megadták magukat, ellenállás nélkül. Az amerikaiak semmit nem tudtak Korea történelméről, politikai, társadalmi, gazdasági körülményeiről vagy kultúrájáról. Hodge több hibát is elkövetett (Douglas MacArthur utasítására): parancsba adta, hogy a japán adminisztráció, élén Abe Nobujuki főkormányzóval ideiglenesen maradjon a helyén, majd törvényen kívül helyezte a Népköztársaságot, mert kommunistának gyanították a tagjait. Létrejött az Amerikai Egyesült Államok Katonai Kormánya Koreában. A koreaiak azonban tömegesen tiltakoztak a japánok visszahelyezése ellen, ezért szeptember 12-én a főkormányzó helyét Archibald V. Arnold vezérőrnagy foglalta el katonai kormányzóként. Az amerikaiak visszaállították a sajtószabadságot, a vallásszabadságot és a gyülekezési jogot, aminek következtében megszaporodott a politikai szervezetek száma, melyek szabadon terjeszthették propaganda-kiadványaikat. A politikai pártok és civil szervezetek száma 1947-re elérte a 350-et, káoszt hozva létre a politikai életben. A két domináns jobboldali párt a Korea Demokratikus Párt (한국민주당, Hanguk Mindzsudang (Hanguk Minjudang)) és a Nacionalista Párt (국민당, Kukmindang (Gukmindang)) volt, a bal oldali pártok közül pedig a Dolgozók Pártja (근로인민당, Kulloin Mindang (Geulloin Mindang)) és a Koreai Kommunista Párt (조선공산당, Csoszon Kongszandang (Joseon Gongsandang)) volt a legbefolyásosabb.
Az Egyesült Államok és a Szovjetunió vegyes bizottság létrehozását szorgalmazta, melynek célja egy ideiglenes koreai kormány felállítására tett javaslatok megtárgyalása lett volna. Megegyezni azonban nem sikerült, ezért 1947 szeptemberében az Egyesült Államok az Egyesült Nemzetek Szervezetéhez fordult és azt javasolta, hogy Koreában tartsanak szabad választásokat, melyet a Közgyűlés elfogadott, a Szovjetunió tiltakozása ellenére. A Szovjetunió megtagadta, hogy az általa felügyelt északi részen választásokat tartsanak, ezért az ENSZ Átmeneti Koreai Bizottsága úgy döntött, az USA által felügyelt területeken ennek ellenére is megtartják a választást, melyet 1948. május 10-re írtak ki.
1948. április 19-én Phenjanban az észak-koreai vezetők élükön Kim Ir Szennel tárgyalásba kezdtek a délről invitált pártok (jobbára baloldaliak, nagyon kevés jobb oldali meghívottal) képviselőivel a két Korea egyesítésének lehetőségeiről. A meghozott határozatok szerint a külföldi haderők kivonulása után egységes választást tartanának, és új alkotmányt fogadnának el. Két héttel a konferenciát követően a déli küldöttség rádöbbent, hogy Kimék akkor már szervezték a saját kormányukat, majd elfogadták a saját alkotmányukat. Délen folytatódtak a választás előkészületei, melyet a déli kommunisták minden eszközzel igyekeztek megakadályozni, nem riadva vissza terrorcselekményektől sem. Többen meghaltak és megsebesültek, de a választások lezajlottak. Egyetlen pártnak sem sikerült fölényes többségbe kerülnie. Az országgyűlés május 31-én összegyűlt, elnöke Li Szin Man (Syngman Rhee) lett.